# ATP Challenger Bendigo
Das ATP Challenger Bendigo (offizieller Name: Bendigo Challenger) ist ein Tennisturnier in Bendigo, das zwischen 2020 und 2022 ausgetragen wurde. Es war Teil der ATP Challenger Tour und wurde im Freien auf Hartplatz ausgetragen.

## Liste der Sieger

### Einzel
| Jahr | Sieger           | Finalgegner       | Ergebnis      |
| ---- | ---------------- | ----------------- | ------------- |
| 2022 | Ernesto Escobedo | Enzo Couacaud     | 5:7, 6:3, 7:5 |
| 2021 | abgesagt         | abgesagt          | abgesagt      |
| 2020 | Steve Johnson    | Stefano Travaglia | 7:62, 7:63    |

### Doppel
| Jahr | Sieger                         | Finalgegner                  | Ergebnis  |
| ---- | ------------------------------ | ---------------------------- | --------- |
| 2022 | Ruben Bemelmans Daniel Masur   | Enzo Couacaud Blaž Rola      | 7:62, 6:4 |
| 2021 | abgesagt                       | abgesagt                     | abgesagt  |
| 2020 | Nikola Čačić Denys Moltschanow | Marcelo Arévalo Jonny O’Mara | 7:63, 6:4 |